# Dicogamia

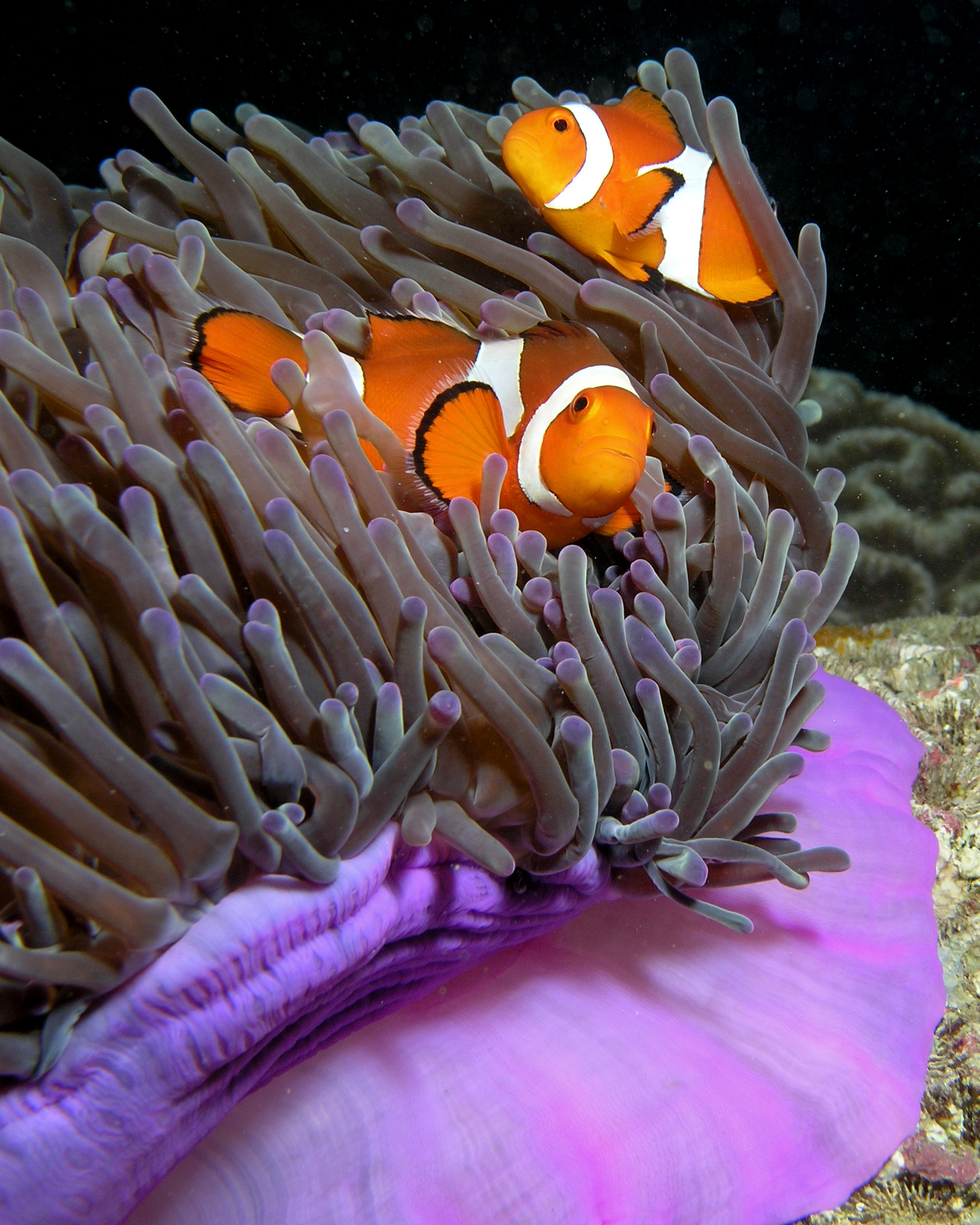
Amphiprion ocellaris, uma espécie protândrica.

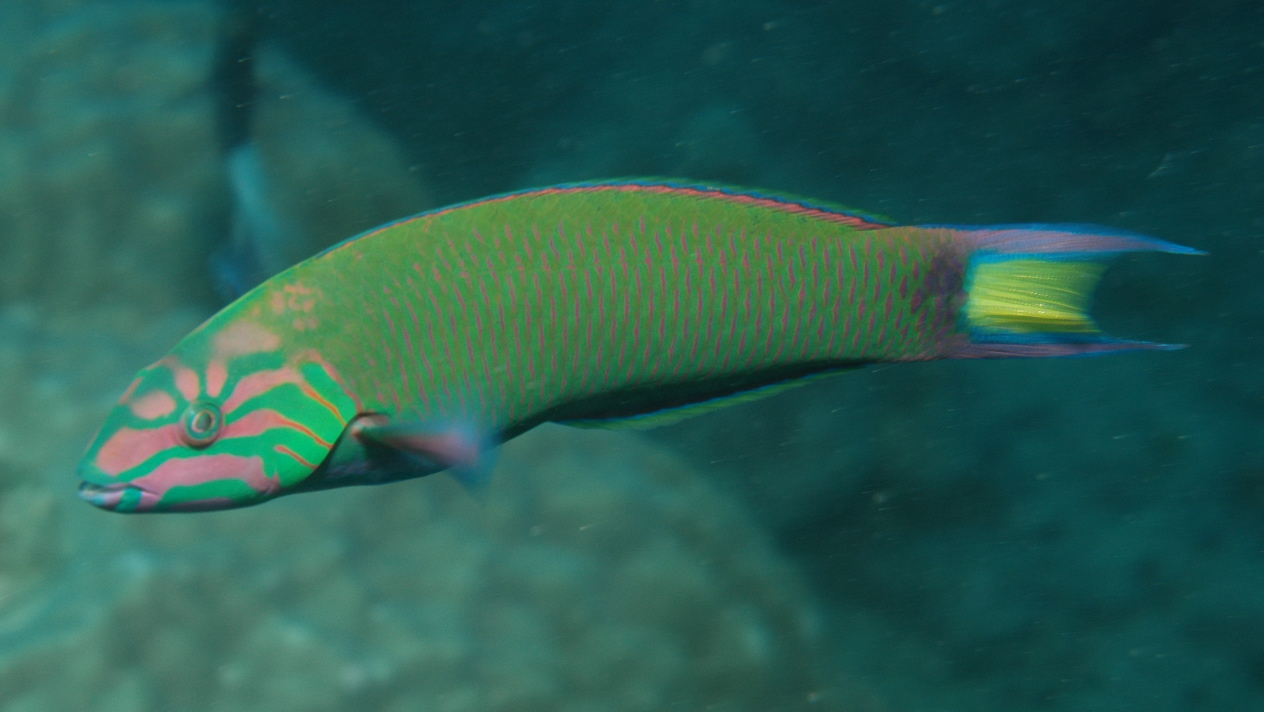
Thalassoma lunare, uma espécie animal protogínica.

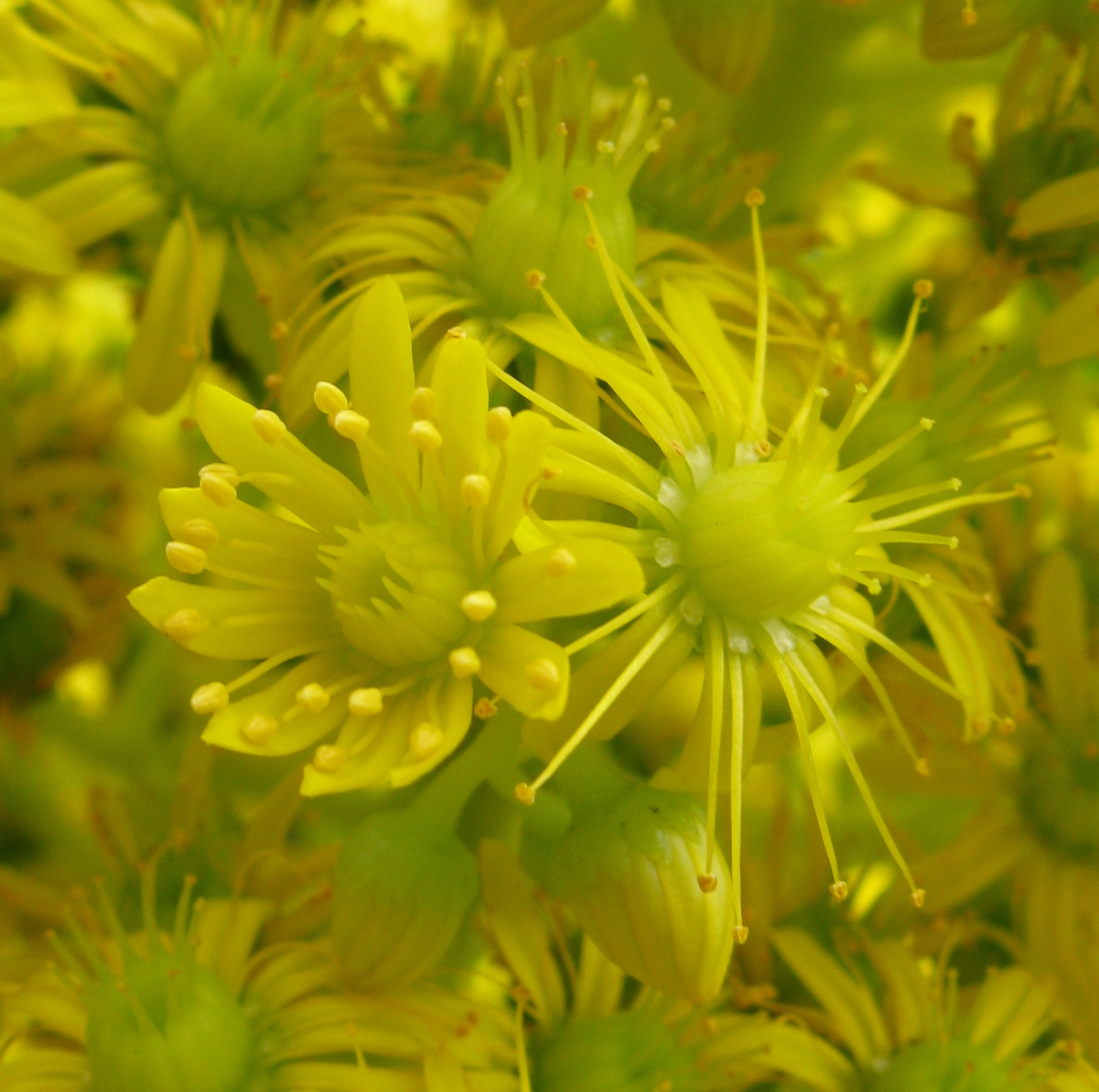
Protândria em Aeonium undulatum.

Dicogamia (forma preferida em botânica) ou hermafroditismo sequencial (forma preferida em zoologia) é a designação dada às estratégias reprodutivas que incluem um tipo de hermafroditismo com separação temporal na produção de gâmetas masculinos e femininos num mesmo indivíduo. No contexto da sexualidade vegetal das plantas com flores (angiospermas) a dicogamia descreve a existência de uma separação temporal na maturação dos sexos dentro da mesma flor ou da mesma planta. Na sexualidade animal, a dicogamia descreve a produção, em fases diferentes da vida, de gâmetas masculinos e femininos por um mesmo espécime. Há duas formas de dicogamia: a protoginia, na qual a maturação dos órgãos sexuais femininos precede a dos masculinos, e a protandria na qual, pelo contrário, os órgãos sexuais masculinos maturam antes dos femininos. Esta estratégia reprodutiva é muito comum em plantas, peixes e gastrópodes, podendo as espécies ter gónadas que contenham em simultâneo células germinais femininas e masculinas ou mudar completamente de tipo gonadal durante o seu último estádio de vida.

## Descrição
A dicogamia (ou hermafroditismo sequencial) é muito comum entre as angiospermas como forma de evitar a endogamia, mas também ocorre com grande frequência entre os peixes e os gastrópodes. Embora exista no mundo animal entre outros taxa, é neles comparativamente raro.

### Sexualidade vegetal
Historicamente, a dicogamia foi considerada como um mecanismo para reduzir a endogamia (por exemplo, Darwin, 1862). Contudo, a proporção de espécies dicógamas é similar tanto entre as plantas autógamas como alógamas.
A duração do período de receptividade estigmática joga um papel central na regulação do isolamento entre sexos nas plantas dicógamas, e tal duração é influenciada pela temperatura e a humidade.
A protandria favorece a alogamia e é a condição mais frequente em espécies com dicogamia intrafloral. A protoginia intrafloral está associada com a autogamia, pelo que este processo é um recurso evolutivo para assegurar a produção de frutos e sementes.

### Sexualidade animal
Entre os peixes e os gastrópodes são comuns os casos de hermafroditismo, ocorrendo tanto na variante protândrica como protogínica. Em muitos outros agrupamentos taxonómicos, embora menos frequentes, estas estratégias reprodutivas não são incomuns.

#### Hermafroditas protândricos
Hermafroditas protândricos é a designação dada em zoologia aos organismos que nascem com o sexo masculino e que em algum momento de sua vida sofrem uma mudança para o sexo feminino.
Entre os animais protândricos incluem-se diversas espécies de peixe-palhaço, entre as quais Amphiprion percula. Esta espécie apresenta uma organização social rigidamente estruturada, com até quatro indivíduos excluídos da procriação por cada par reprodutor, partilhando toda a colónia uma única anémona-do-mar. A dominância é baseada no tamanho, com a fêmea a ser o maior e o macho reprodutor o segundo maior. Os restantes membros do grupo são animais progressivamente menores não-procriadores, sem gónadas funcionais. Se a fêmea morre, o macho ganha peso e torna-se fêmeas desse grupo. De seguida, o maior espécime não-procriador, amadurece sexualmente e torna-se o macho do grupo.
Outros exemplos de animais protândricos incluem:
- O ctenóforo Coeloplana gonoctena, uma espécie em que as fêmeas são maiores do que os machos e são encontradas apenas durante o Verão. Em contraste, os machos são encontrados durante todo o ano;
- Os platelmintos Hymanella retenuova e Paravortex cardii;
- Laevapex fuscus, um gastrópode, descrito como sendo funcionalmente protândrico. O esperma matura no final do Inverno e princípio da Primavera, e os óvulos maturam no início do Verão, com a copulação a ocorrer apenas em junho. Em consequência, os machos não se podem reproduzir até que as fêmeas apareçam, razão pela qual a espécie é considerada como funcionalmente protândrica.[12]
- A borboleta Papilio polyxenes é uma espécie protândrica que pratica acasalamento em parada (lek mating). O surgimento precoce é vantajoso para proteger o território preferido.[13]

#### Hermafroditas protogínicos
Hermafroditas protogínicos é a designação dada em zoologia aos organismos que nascem com o sexo feminino e que em algum momento de sua vida sofrem uma mudança para o sexo masculino. À medida que o animal envelhece, com base em eventos internos ou externos, desencadeia-se um processo que leva à alteração do sexo para se tornar um animal masculino. A fecundidade masculina aumenta muito com a idade, ao contrário da feminina.
A protoginia é a forma mais comum de hermafroditismo em peixes no meio natural. Cerca de 75% de todas as espécies de peixes em que ocorre hermafroditismo sequencial são protogínicas.
Os organismos modelo mais comuns para este tipo de hermafroditismo sequencial são os bodiões (família Labridae), uma das maiores famílias de peixes dos recifes de coral. Os bodiões são encontrados em todo o mundo e em quase todos os habitats marinhos. Tendem a enterrar-se na areia durante a noite ou quando se sentem ameaçados. Nos bodiões, os machos são mais corpulentos, sendo as fêmeas significativamente menores. Na maioria dos casos, as fêmeas e os espécimes imaturos têm uma cor uniforme, enquanto os machos apresentam uma fase terminal com brilhante coloração bicolor. Os machos maiores dominam territórios e tentam acasalar durante a desova, enquanto os animais mais pequenas e de tamanho médio do sexo masculino, em fase inicial, vivem com as fêmeas e as crias do grupo. Em outras palavras, tanto os machos iniciais como os na fase terminal se podem reproduzir, mas diferem no entanto, na forma como o fazem.
Na espécie Semicossyphus pulcher, um bodião da costa da Califórnia, quando uma fêmea se masculiniza e se transforma num macho funcional, os ovários degeneram e criptos espermatogénicos aparecem nas gónadas. A estrutura geral das gónadas mantém-se semelhante a um ovário, mesmo após a completa mudança de sexo, e o esperma é transportado por uma série de ductos situados na periferia da gónada e do oviducto. Neste caso, a mudança de sexo é estritamente dependente da idade, com o animal a manter-se como fêmea durante quatro anos antes de mudarem de sexo.
A espécie Thalassoma bifasciatum inicia a sua fase reprodutiva como machos ou fêmeas, mas as fêmeas podem mudar de sexo e funcionar como machos. As fêmeas e machos jovens iniciam a fase reprodutiva com uma coloração distinta, conhecida como "fase inicial" antes de evoluirem para uma coloração conhecida por "fase terminal", distinta da anterior por mudanças na intensidade das cores, listras e barras. Os machos da "fase inicial" têm testículos maiores do que os dos machos da "fase terminal", apesar destes terem maior corpulência. Esta diferença está ligada à maior produtividade daqueles machos, os quais, apesar de menores, produzem maior quantidade de esperma. Esta estratégia permite competir com a do macho maior, que é mais poderoso na guarda do seu próprio harém.
Outros exemplos de protoginia incluem:
- As seguintes famílias de peixe: Serranidae (garoupas),[19][20][21] Sparidae (dourados e sargos), Synbranchidae (muçumes),[22] Labridae (bodiões), Scaridae (peixes-papagaio), Pomacanthidae (peixes-anjo), Gobiidae (cabozes), Elacatinus, Lethrinidae (imperadores) e possivelmente outros.[23]
- Os isópodes Cyathura polita e Cyathura carinata;
- O crustáceo Heterotanais oerstedi da ordem Tanaidacea;
- Os equinodernes Asterina pancerii e A. gibbosa são também protogínicos e incubam a sua prole;
- A protoginia por vezes ocorre na rã Rana temporaria, espécie em que as fêmeas mais velhas por vezes mutam em machos.[12]